# Portes Sarmàtiques
Portes Sarmàtiques (Sarmaticae portae, αἱ Σαρματικαὶ πύλαι) eren un pas estret del Caucas, també conegut com a Portes Caucàsiques (Caucasiae portae) i Portes Càspies (Caspiae portae o Claustra Caspiarum o Via Caspia). Eren l'únic pas entre el Caucas nord i Ibèria. Claudi Ptolemeu diu que hi havia un altre pas mes a l'est anomenat Portes albanes (Portae albaniae) que són el pas de l'Alazon al congost de Darial, que porten de Derbent a Bardhaa.